# N13 (Burkina Faso)
Die N13 ist eine Fernstraße in Burkina Faso, die das nördliche Yako mit dem südlichen Léo verbindet, wo sich die Staatsgrenze zu Ghana befindet.
Die Fernstraße zweigt in Yako von der N2 ab. Die Straße ist keine bedeutende Fernstraße und ist daher nur im Süden, südlich der Kreuzung mit der N20, asphaltiert. Auf der ghanaischen Seite verläuft sie weiter nach Walembelle.